# Yuhki Kamatani
Yuhki Kamatani (jap. 鎌谷 悠希 Kamatani Yūki; ur. 22 czerwca 1983) – mangaka z Japonii, osoba najbardziej znana z serii Nabari no ō (jap. 隠の王; „Król Nabari”) i wydanej w Polsce serii Nasze marzenia o zmierzchu.

## Życie
W 2012 roku na Twitterze nastąpił coming out mangaki jako osoby aseksualnej i x-gender (japońska niebinarna tożsamość płciowa). Na swoim profilu na Twitterze osoba ta opisywała się jako „toX” – nawiązując do tradycji osób transpłciowych opisujących się jako FTM lub MTF, ale ukrywając płeć przypisaną przy urodzeniu.
W wywiadzie z 2018 roku osoba ta opisała ból i problemy z lat nastoletnich wynikające ze zmagania się ze swoją tożsamością. Te doświadczenia zostały odzwierciedlone w serii Nasze marzenia o zmierzchu, która została opisana przez tłumaczkę Rachel Thorn jako „prawdopodobnie pierwszy raz, który przychodzi mi do głowy, gdzie rzeczywista osoba trans mówi o [doświadczeniach osób trans] lub przedstawia [je]” poza formatem mang-esejów.

## Twórczość
W mangach Kamatani często pojawiają się postaci w przejściowych etapach życia oraz kwestie tożsamości i marginalizacji. Kamatani cytuje Moto Hagio jako główną inspirację; podobnie jak u Hagio, manga Kamatani często eksploruje tożsamości płciowe i używa wizualnych metafor.

### Nabari no ō
Debiutancka praca Kamatani, Nabari no ō (jap. 隠の王), była „współczesną mangą ninja”. Nabari no ō było finalistą w kategorii mangi fabularnej na dziewiątym Festiwalu Sztuki Mediów w Japonii w 2005 roku i dostało rekomendację festiwalowej komisji. Studio J.C.Staff we współpracy z mangaką w 2008 roku stworzyło 26-odcinkową adaptację anime Nabari no ō.

### Shonen Note
Shonen Note: Days of Evanescence (jap. 少年ノート) było publikowane przez wydawnictwo Kōdansha w magazynie Gekkan Morning Two. Jest to historia chłopca, utalentowanego dyszkantu w gimnazjalnym chórze. Kōdansha wydała w Japonii osiem tomów w latach 2011 to 2014. W 2013 roku, manga została wybrana przez jury na 17 Festiwal Sztuki Mediów w Japonii.

### Busshi no busshin
Busshi no busshin: Kamakura hanbun busshiroku (jap. ぶっしのぶっしん 鎌倉半分仏師録) to historyczne fantasy wydawane przez Square Enix w magazynie Gangan Online. Pierwszy tom był wydany w Japonii w 2014.

### Nasze marzenia o zmierzchu
W Naszych marzeniach o zmierzchu (jap. しまなみ誰そ彼), osadzonych w Onomichi w Hiroszimie, Kamatani przedstawia queerowe postacie godzące się ze swoją tożsamością. Shōgakukan opublikowało cztery tomy tankōbon od 11 grudnia 2015 do 19 lipca 2018. 
W Polsce wydania zbiorcze opublikowało wydawnictwo Dango. 

### Hiraeth. Na spotkanie śmierci
Hiraeth wa tabiji no hate (jap. ヒラエスは旅路の果て) opowiada o podróży do Yomi, którą podejmuje bóg, nieśmiertelny mężczyzna i współczesna nastolatka, która chce umrzeć, aby ponownie spotkać się z przyjaciółką. Manga ta ukazywała się w magazynie Gekkan Morning Two wydawnictwa Kōdansha od 22 października 2020 do 20 maja 2022.
W Polsce wydanie mangi zapowiedziało Studio JG, premiera zaś odbyła się 3 listopada 2023.

### Inne prace
Liberamente (jap. リベラメンテ Riberamente), zbiór krótkich mang fantasy, wydany w 2005 roku przez Square Enix.
Krótkie mangi autorstwa Kamatani pojawiły się w kilku oficjalnych antologiach Tōken Ranbu opublikowanych przez Shōgakukan i Square Enix.
W 2017 roku osoba ta współpracowała ze scenarzystką Yasuko Kobayashi nad mangą w trzech rozdziałach zatytułowaną Unlock (jap. アンロック Anrokku).